# Шапеко (микрорегион)

Шапеко на карте.

Шапеко (порт. Microrregião de Chapecó) — микрорегион в Бразилии, входит в штат Санта-Катарина. Составная часть мезорегиона Запад штата Санта-Катарина. 
Население составляет 	405 066	 человек (на 2010 год). Площадь — 	6 057,697	 км². Плотность населения — 	66,87	 чел./км².

## Демография
Согласно сведениям, собранным в ходе переписи 2010 г. Национальным институтом географии и статистики (IBGE), население микрорегиона составляет:						
| Полное население                             | Полное население                             | Полное население                             | Полное население                             | 405 066 |
| -------------------------------------------- | -------------------------------------------- | -------------------------------------------- | -------------------------------------------- | ------- |
| в том числе:                                 | Городское население                          | 298 985                                      | Процент городского населения, %              | 73,81   |
|                                              | Сельское население                           | 106 081                                      | Процент сельского населения, %               | 26,19   |
|                                              | Мужское население                            | 202 621                                      | Процент мужского населения, %                | 50,02   |
|                                              | Женское население                            | 202 445                                      | Процент женского населения, %                | 49,98   |
| Плотность населения, чел/км²                 | Плотность населения, чел/км²                 | Плотность населения, чел/км²                 | Плотность населения, чел/км²                 | 66,87   |
| Население микрорегиона в % к населению штата | Население микрорегиона в % к населению штата | Население микрорегиона в % к населению штата | Население микрорегиона в % к населению штата | 6,48    |

## Статистика
- Валовой внутренний продукт на 2003 составляет 4 645 396 000,00 реалов (данные: Бразильский институт географии и статистики).
- Валовой внутренний продукт на душу населения на 2003 составляет 12 687,62 реалов (данные: Бразильский институт географии и статистики).
- Индекс развития человеческого потенциала на 2000 составляет 0,819 (данные: Программа развития ООН).

## Состав микрорегиона
В составе микрорегиона включены следующие муниципалитеты:
1. Бон-Жезус-ду-Уэсти
2. Кайби
3. Кампу-Эре
4. Кашамбу-ду-Сул
5. Шапеко
6. Кордильейра-Алта
7. Коронел-Фрейтас
8. Кунья-Поран
9. Куньятаи
10. Флор-ду-Сертан
11. Формоза-ду-Сул
12. Гуатамбу
13. Ирасеминья
14. Ирати
15. Жардинополис
16. Маравилья
17. Моделу
18. Нова-Эрешин
19. Нова-Итабераба
20. Нову-Оризонти
21. Палмитус
22. Пиньялзинью
23. Планалту-Алегри
24. Киломбу
25. Салтинью
26. Санта-Терезинья-ду-Прогресу
27. Сантиагу-ду-Сул
28. Саудадис
29. Серра-Алта
30. Сул-Бразил
31. Сан-Бернардину
32. Сан-Карлус
33. Сан-Лоренсу-ду-Уэсти
34. Сан-Мигел-да-Боа-Виста
35. Тигриньюс
36. Униан-ду-Уэсти
37. Агуас-Фриас
38. Агуас-ди-Шапеко